# Johnny Pesky
John Michael Pesky (nascido John Michael Paveskovich, Portland, 27 de setembro de 1919 — 13 de agosto de 2012), foi um jogador de beisebol norte-americano.